# Nevada (Ohio)
Pour les articles homonymes, voir Nevada (homonymie).
Nevada est un village américain situé dans le comté de Wyandot, dans l'Ohio. Selon le recensement de 2010, sa population est de 760 habitants.